# Batheay
Batheay es uno de los 16 distritos que forman la provincia camboyana de Kompung Cham, con una población estimada en marzo de 2008 de 102 024 habitantes. Está dividido en las siguientes  comunas (khum), que se muestran asimismo con población estimada de 2008:
- Batheay 13,196
- Chbar Ampov 5,428
- Chealea 6,794
- Cheung Prey 7,335
- Me Pring 5,575
- Ph'av 7,386
- Sambour 12,390
- Sandaek 10,610
- Tang Krang 9,897
- Tang Krasang 8,414
- Trab 9,149
- Tumnob 6,750[1]